# 聖書の土地博物館
座標: 北緯31度46分30秒 東経35度12分09秒 / 北緯31.7749度 東経35.2025度
聖書の土地博物館（せいしょのとちはくぶつかん、ヘブライ語：מוזיאון ארצות המקרא ירושלים 、英語: Bible Lands Museum, Jerusalem）は、エルサレムにある考古学博物館。古代エジプト人、カナン人、ペリシテ人、アラム人、ヒッタイト人、エラム人、フェニティア人、ペルシア人といった聖書で叙述されている民族の文化を展示している。これらの民族について、人々に歴史的背景の中で正しい理解をさせることがこの博物館の趣旨である。博物館はGivat Ramの博物館通りに位置しており 、イスラエル博物館とイスラエル考古学庁およびブルームフィールド科学博物館の間にある。

## 歴史
1992年、エリー・ボロフスキーのによって、彼の個人コレクションを収蔵して設立された。ボロフスキーは、1981年にエルサレムを訪れた際に、ホテルでバトヤ・ワイスと会った。彼女は、イスラエルにボロフスキーのコレクションを持ち込み、彼の構想を実現できる博物館を設立するように勧め、エルサレム市長en:Teddy Kollekと連絡を取らせた。ボロフスキーはワイスのアドバイスを受け入れて、聖書の土地博物館を設立した。ボロフスキーとワイスは後に結婚した。

## 展示
メインギャラリーでは、古代近東地域の考古文献、偶像、硬貨、彫像、武器、陶器、封印といった数多くの人工遺物を展示している。アルファベットの起源やエンバーミング、アブラハムの旅程など、多くの展示物に成功に練り上げられた概要記事が壁についている。エルサレムの古代遺跡であるウルのジッグラトやギーザの再現モデルも展示している。近東の生活史に重点を置く一方、館長は関連する聖書の節に注意を促している。一例として、アナトリアの水瓶の展示では、「我心の中に語ふことを終るまへにリベカ其瓶を肩にのせて出來り井にくだりて水を汲みたるにより我彼に請ふ我にのましめよと言ければ」（創世記24:45）という一節を引いている。

## メインギャラリー
メインギャラリーは年代順に20セクションで構成されている。
1. 狩猟時代から定住まで
2. 文明化の到来
3. 象徴的なコミュニケーション
4. 声の読み書きと著述の物語
5. 先12支族長時代の世界
6. サマリアの寺院
7. 古代エジプト王国
8. 創世記14章、戦争の時代
9. 支族長時代
10. ユダヤ人のエジプト抑留
11. 海の民
12. イランの騎馬民族の到来
13. アラム人の石器
14. 各国のイスラエル人
15. アッシリア、怒りの道
16. ペルシアの繁栄
17. ヘレニズム支配
18. ローマとユダヤ
19. ローマ人とコプトのエジプト
20. サーサーン朝のメソポタミア - バビロニアのタルムードの故郷